# Marange-Silvange
Marange-Silvange (deutsch Maringen-Silvingen) ist eine französische Gemeinde mit 6.517 Einwohnern (Stand 1. Januar 2022) im Département Moselle in der Region Grand Est (bis 2015 Lothringen). Sie gehört zum Arrondissement Metz.

## Geographie
Die Gemeinde Marange-Silvange liegt in Lothringen, zwölf Kilometer nordwestlich von Metz. Marange, die größere der beiden Siedlungen, zieht sich an einem Hang über dem Tal des Billeron, eines kleinen Nebenflusses der Mosel, entlang.
Durch den Süden des Gemeindegebietes führt die Autoroute A4 (Paris-Straßburg).

## Geschichte
Marange wurde erstmals 971 als Madrengias erwähnt. Weitere Ortsbezeichnungen sind Mardenei (1128, 1137), Merdegney (15. Jh.) und Mardegni (1560). Die Ortschaft gehörte früher zum Bistum Metz. Das Schloss der Herren von Mardigny hatte im 15. Jahrhundert dem Domkapitel von Metz gehört und gelangte dann (1525) an Philippe de Raigecourt und andere Besitzer.
Im Jahr 1636 ließ der Kommandant Rocquepine das Dorf mit 4000 Mann und einer Kanone angreifen und anzünden, nachdem die Bewohner sich in einem Haus und der Kirche verschanzt hatten. Die Tempelherren sollen hier ein Haus gehabt haben. 1659 wurde der Ort Frankreich einverleibt. Silvange kam 1766 zu Frankreich. Beide Gemeinden wurden 1809 zusammengeschlossen.
Durch den Frankfurter Frieden vom 10. Mai 1871 kam die Region an Deutschland und das Dorf wurde dem Landkreis Metz im Bezirk Lothringen des Reichslandes Elsaß-Lothringen zugeordnet. Die Dorfbewohner betrieben Getreide-, Obst- und Weinbau.
Nach dem Ersten Weltkrieg musste die Region aufgrund der Bestimmungen des Versailler Vertrags 1919 an Frankreich abgetreten werden. Im Zweiten Weltkrieg war die Region von der deutschen Wehrmacht besetzt und stand unter deutscher Verwaltung.
Zu Beginn des 20. Jahrhunderts entwickelte sich Marange-Silvange von einem kleinen Bauerndorf zu einer Wohnsiedlung für die Beschäftigten der umliegenden Stahlwerke und Eisenhütten. Seit dem Niedergang der Montanindustrie in der gesamten Region pendeln viele Einwohner in die umliegenden Industriebetriebe zwischen Metz und Thionville (Diedenhofen) sowie ins nahe Luxemburg.
Marange-Silvange war namensgebender Hauptort (chef-lieu) des 2015 aufgelösten Kantons Marange-Silvange.

### Bevölkerungsentwicklung
| Jahr      | 1962 | 1968 | 1975 | 1982 | 1990 | 1999 | 2007 | 2019 |
| Einwohner | 4699 | 5033 | 6510 | 5538 | 5674 | 5402 | 5795 | 6458 |

## Sehenswürdigkeiten

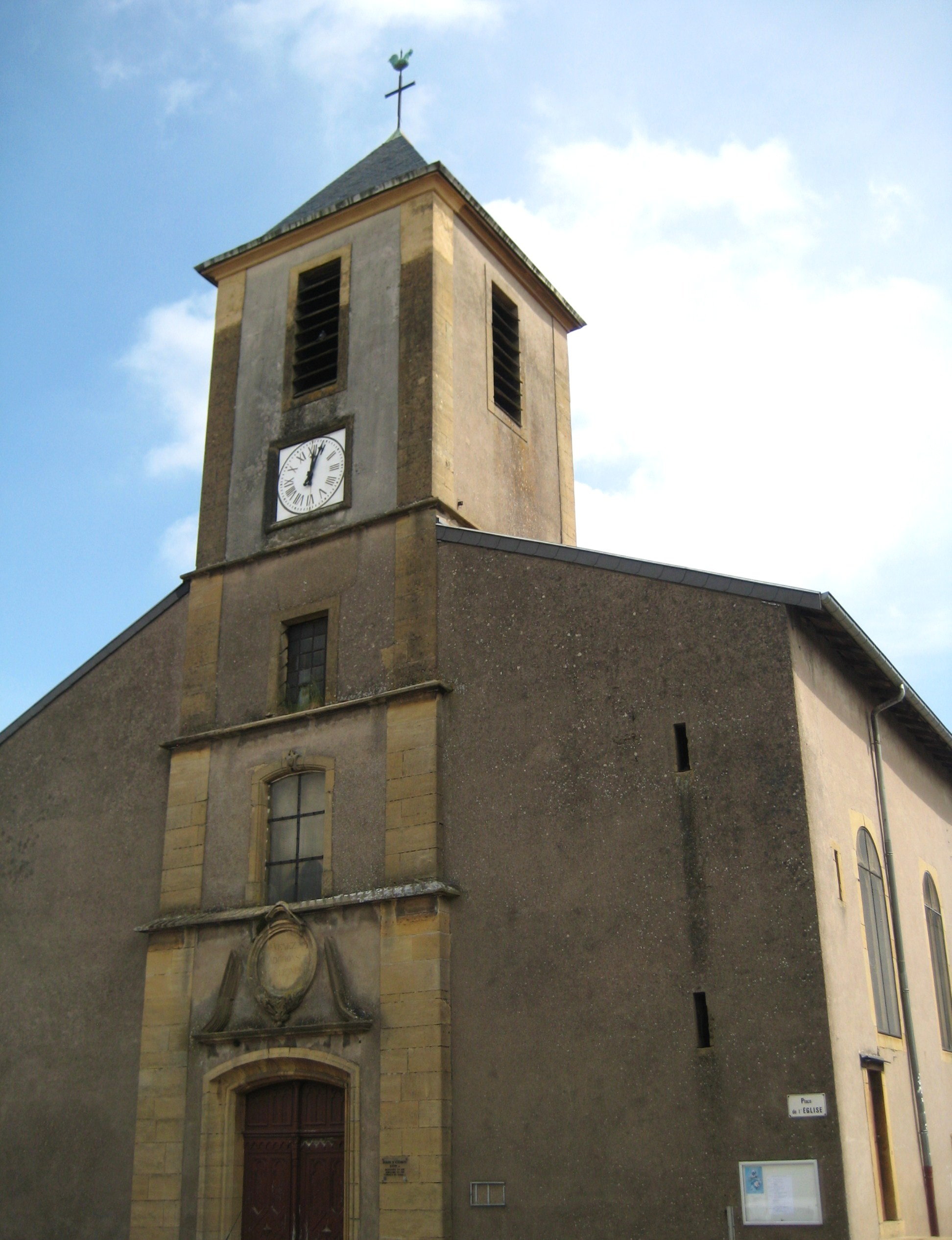
Kirche St. Clément, mit romanischem Turm
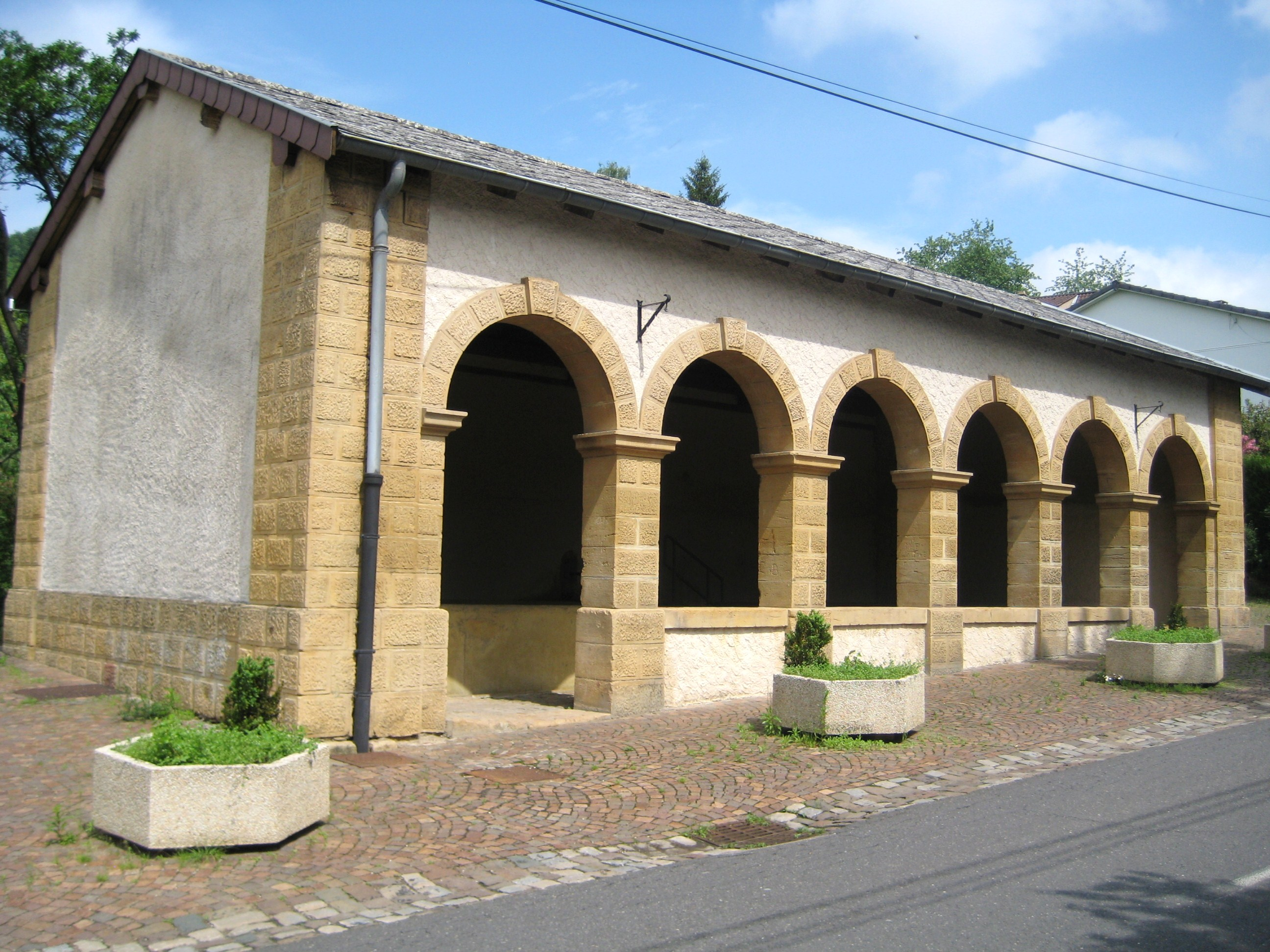
Waschhaus (Lavoir)
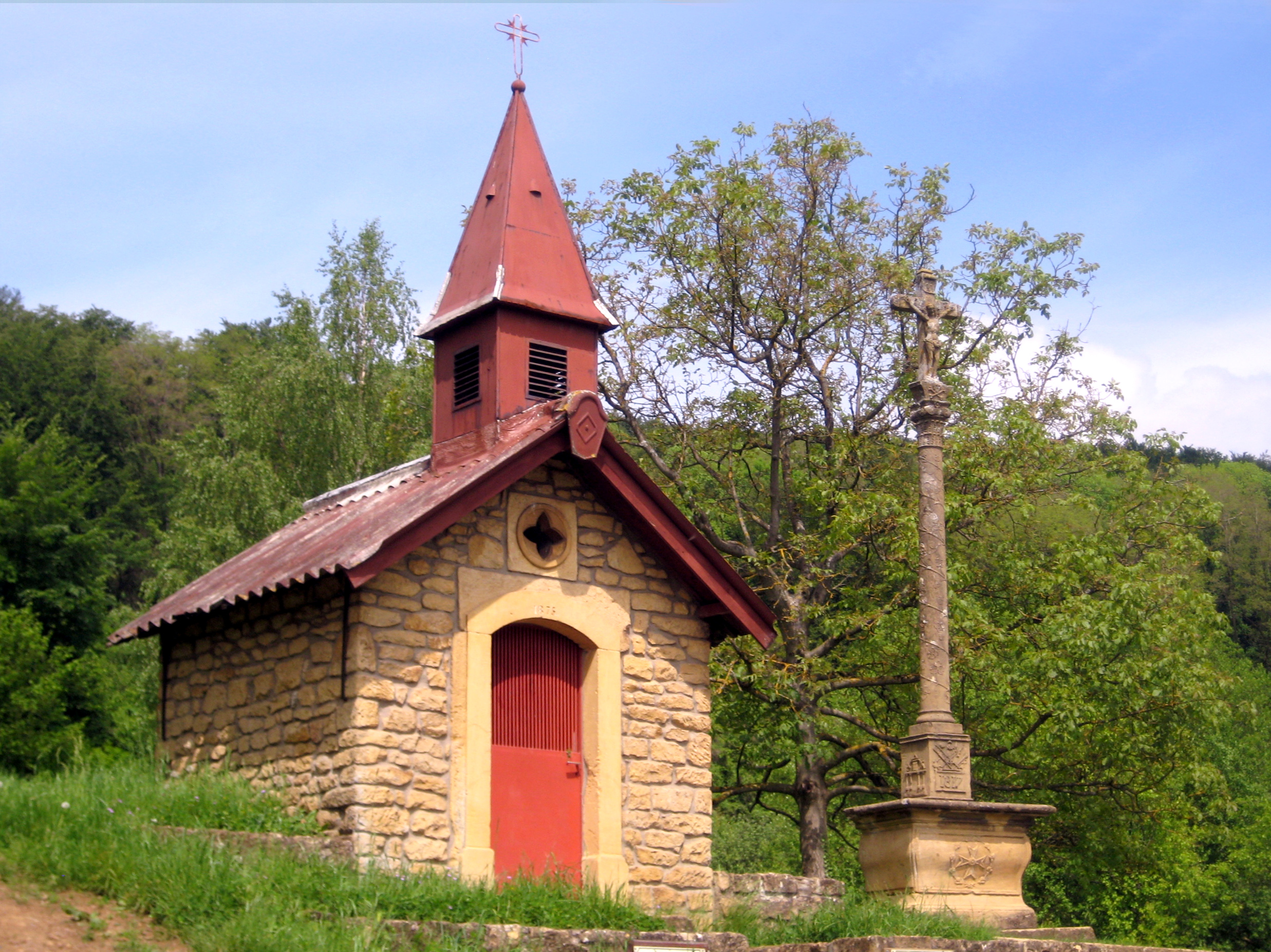
Kapelle Notre-Dame-de-Lourdes
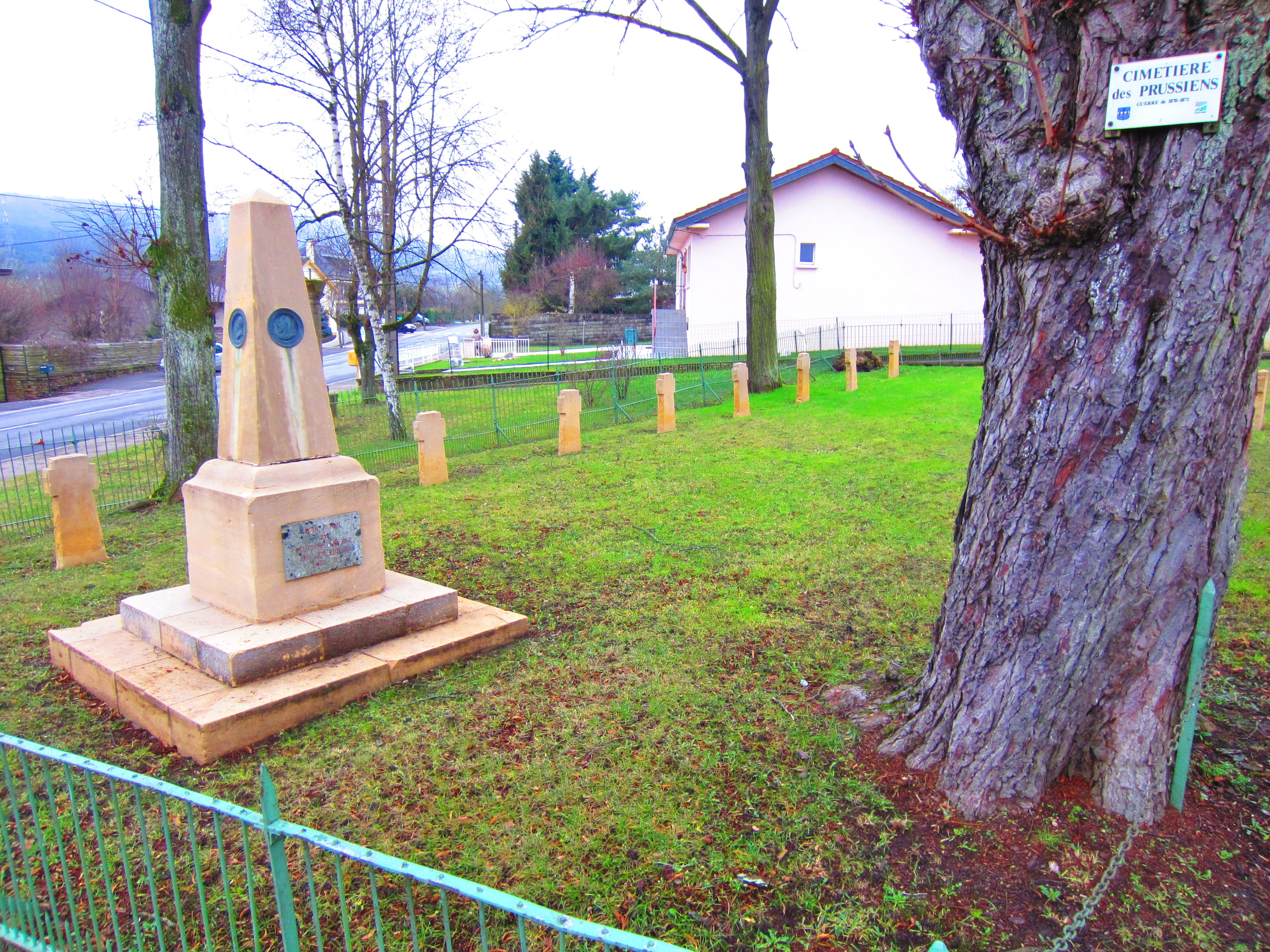
Soldatenfriedhof für 292 deutsche Gefallene des Kriegs 1870–1871

## Trivia
Nach dem Ortsteil Silvange ist eine Birnensorte benannt worden, die im Herbst reife Birne von Silvange (Winterdechantsbirne).

## Städtepartnerschaft
- Kirn, Deutschland